# Gran Premio di superbike di Johor 1993
Il Gran Premio di Superbike di Johor 1993 è stata l'ottava prova su tredici del Campionato mondiale Superbike 1993, è stato disputato il 22 agosto sul Circuito di Johor e ha visto la vittoria di Carl Fogarty in gara 1, lo stesso pilota si è ripetuto anche in gara 2.

## Risultati

### Gara 1

#### Arrivati al traguardo[3]
| Pos. | Nº | Pilota               | Motocicletta | Tempo     | Griglia | Punti |
| ---- | -- | -------------------- | ------------ | --------- | ------- | ----- |
| 1º   | 4  | Carl Fogarty         | Ducati       | 38:14.210 | 1º      | 20    |
| 2º   | 11 | Scott Russell        | Kawasaki     | +0:03.460 | 2º      | 17    |
| 3º   | 5  | Fabrizio Pirovano    | Yamaha       | +0:12.150 | 7º      | 15    |
| 4º   | 6  | Aaron Slight         | Kawasaki     | +0:12.240 | 4º      | 13    |
| 5º   | 7  | Stéphane Mertens     | Ducati       | +0:28.520 | 6º      | 11    |
| 6º   | 10 | Piergiorgio Bontempi | Kawasaki     | +0:28.790 | 5º      | 10    |
| 7º   | 34 | Mauro Lucchiari      | Ducati       | +0:33.910 | 8º      | 9     |
| 8º   | 14 | Christer Lindholm    | Yamaha       | +0:43.530 | 15º     | 8     |
| 9º   | 27 | Fred Merkel          | Ducati       | +0:48.690 | 11º     | 7     |
| 10º  | 23 | Fabrizio Furlan      | Kawasaki     | +1:00.460 | 9º      | 6     |
| 11º  | 53 | Benn Archibald       | Yamaha       | +1:06.990 | 14º     | 5     |
| 12º  | 86 | Jean-Marc Delétang   | Yamaha       | +1:16.930 | 21º     | 4     |
| 13º  | 77 | Ken Watson           | Kawasaki     | +1:18.280 | 18º     | 3     |
| 14º  | 88 | Cletus Adi Haslam    | Kawasaki     | +1 giro   | 23º     | 2     |
| 15º  | 99 | Trevor Jordan        | Kawasaki     | +6 giri   | 16º     | 1     |

#### Ritirati
| Nº | Pilota              | Motocicletta | Giri     | Griglia |
| -- | ------------------- | ------------ | -------- | ------- |
| 37 | Hervé Moineau       | Suzuki       | +5 giri  | 17º     |
| 70 | Aldeo Presciutti    | Ducati       | +6 giri  | 19º     |
| 9  | Giancarlo Falappa   | Ducati       | +7 giri  | 3º      |
| 3  | Robert Phillis      | Kawasaki     | +8 giri  | 10º     |
| 35 | Mark Farmer         | Kawasaki     | +16 giri | 13º     |
| 20 | Jeffry de Vries     | Yamaha       | +17 giri | 20º     |
| 32 | Terry Rymer         | Yamaha       | +18 giri | 12º     |
| 52 | Christopher Haldane | Yamaha       | +23 giri | 22º     |

### Gara 2

#### Arrivati al traguardo[4]
| Pos. | Nº | Pilota               | Motocicletta | Tempo     | Griglia | Punti |
| ---- | -- | -------------------- | ------------ | --------- | ------- | ----- |
| 1º   | 4  | Carl Fogarty         | Ducati       | 37:56.600 | 1º      | 20    |
| 2º   | 11 | Scott Russell        | Kawasaki     | +0:01.690 | 2º      | 17    |
| 3º   | 5  | Fabrizio Pirovano    | Yamaha       | +0:34.970 | 7º      | 15    |
| 4º   | 10 | Piergiorgio Bontempi | Kawasaki     | +0:35.780 | 5º      | 13    |
| 5º   | 7  | Stéphane Mertens     | Ducati       | +0:35.920 | 6º      | 11    |
| 6º   | 6  | Aaron Slight         | Kawasaki     | +0:38.720 | 4º      | 10    |
| 7º   | 3  | Robert Phillis       | Kawasaki     | +0:49.590 | 10º     | 9     |
| 8º   | 32 | Terry Rymer          | Yamaha       | +0:56.120 | 12º     | 8     |
| 9º   | 34 | Mauro Lucchiari      | Ducati       | +0:57.250 | 8º      | 7     |
| 10º  | 14 | Christer Lindholm    | Yamaha       | +1:02.450 | 15º     | 6     |
| 11º  | 37 | Hervé Moineau        | Suzuki       | +1:08.930 | 17º     | 5     |
| 12º  | 20 | Jeffry de Vries      | Yamaha       | +1:12.690 | 20º     | 4     |
| 13º  | 86 | Jean-Marc Delétang   | Yamaha       | +1:13.380 | 21º     | 3     |
| 14º  | 99 | Trevor Jordan        | Kawasaki     | +1:13.460 | 16º     | 2     |
| 15º  | 53 | Benn Archibald       | Yamaha       | +1:26.060 | 14º     | 1     |
| 16º  | 70 | Aldeo Presciutti     | Ducati       | +1 giro   | 19º     |       |
| 17º  | 88 | Cletus Adi Haslam    | Kawasaki     | +1 giro   | 23º     |       |
| 18º  | 77 | Ken Watson           | Kawasaki     | +1 giro   | 18º     |       |

#### Ritirati
| Nº | Pilota              | Motocicletta | Giri     | Griglia |
| -- | ------------------- | ------------ | -------- | ------- |
| 9  | Giancarlo Falappa   | Ducati       | +11 giri | 3º      |
| 52 | Christopher Haldane | Yamaha       | +17 giri | 22º     |
| 27 | Fred Merkel         | Ducati       | +23 giri | 11º     |
| 23 | Fabrizio Furlan     | Kawasaki     | +24 giri | 9º      |